# 리처드 오그던

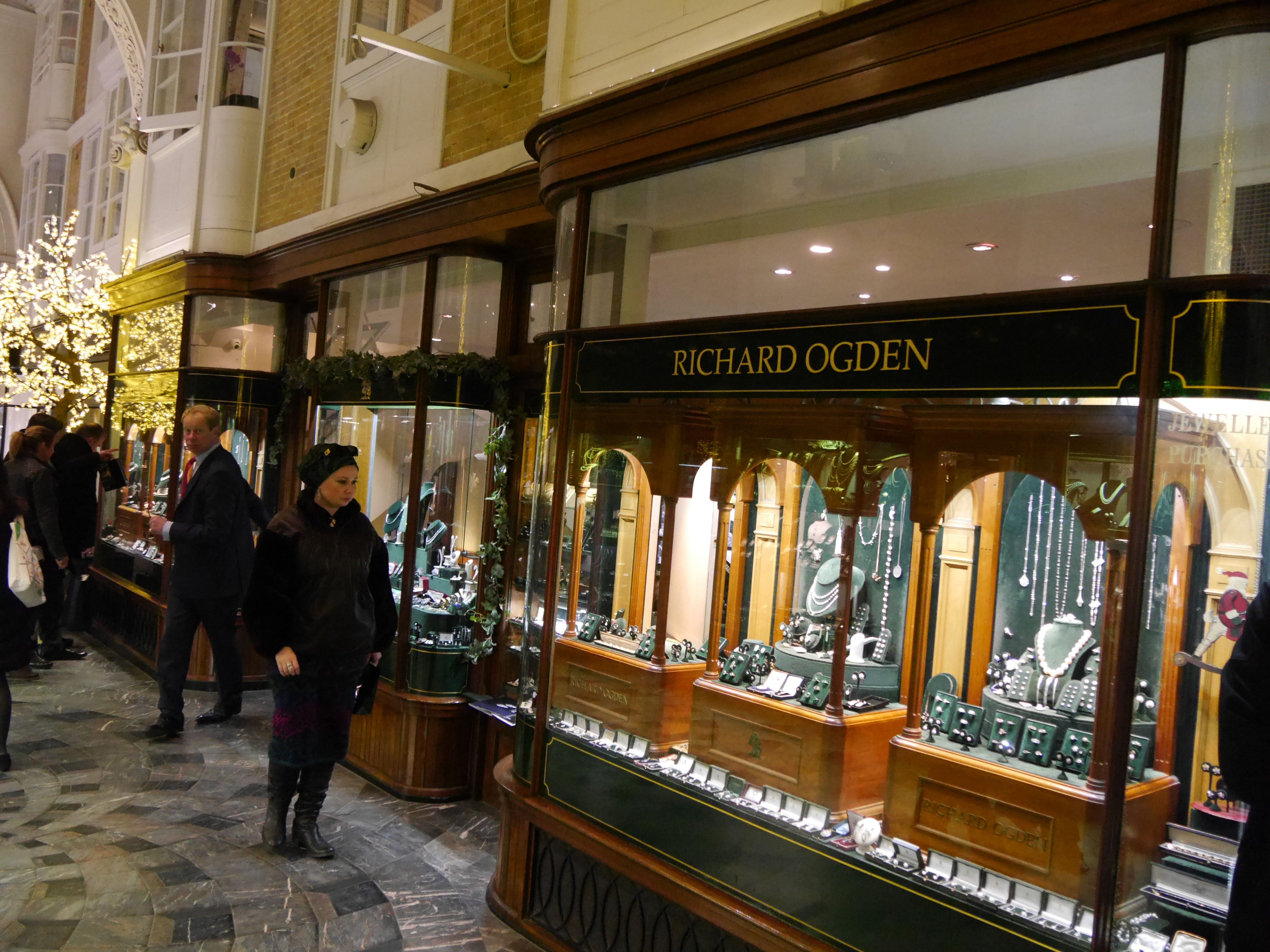
Richard Ogden store, 벌링턴 아케이드, 런던

리처드 윌리엄 로버츠 오그던 MBE (영어: Richard William Roberts Ogden (1919년 12월 14일 ~ 2005년 10월 14일)는 영국의 보석상으로, 런던의 고급 무역상으로서 그의 가족 중에서는 3세대째이다.

## 어린 시절
오그던은 1919년 12월 14일 해러깃에서 세인트 제임스 킹 스트리트에 매장을 운영했던 보석상 윌리엄 오그던의 아들로 태어났다. 그의 할아버지 제임스 R 오그던은 1893년 해러깃에서 보석 사업을 시작한 후 런던으로 이사하여 세인트 제임스의 듀크가에 가게를 세웠다.
그는 해로우 스쿨에서 교육을 받았으며, 제 2차 세계 대전 중에 버마에서 군사 정보를 전공하고 메이저로 올라가 MBE를 수여하며 파견되어 3번동안 작전을 수행하였다.

## 경력
1947년에 그는 프린스 아케이드에 상점을 열고 1951년 벌링턴 아케이드로 가게를 이전하였다. 캐리 그랜트, 찰리 채플린, 잉그리드 버그먼, 잭 호킨스, 클레어 블룸, 오드리 헵번, 마돈나 등이 고객으로 있다.

## 개인 생활
오그던은 1946년 제니 텐케이트와 결혼했고 아들 두명과 딸을 낳았다. 결혼생활을 하다가 1958년에 이혼하였고 1960년에 필리스 도슨과 다시 결혼하여 의붓 아들과 두 명의 의붓 딸을 얻었다. 그의 장남인 로버트 오그던은 여전히 벌링턴 아케이드에서 사업을 운영하고 있다.